# Zotheca viridula
Zotheca viridula är en fjärilsart som beskrevs av Augustus Radcliffe Grote 1878. Zotheca viridula ingår i släktet Zotheca och familjen nattflyn. Inga underarter finns listade i Catalogue of Life.